# Róża Kozakowska
Róża Kozakowska, née le 26 août 1989, est une athlète handisport polonaise concourant dans la catégorie F32 pour les athlètes atteints de paralysie cérébrale. En 2021, après le bronze sur le lancer du poids F32 aux championnats d'Europe, elle remporte le titre olympique sur le lancer de massue F32.

## Jeunesse
Piquée par une tique enfant, elle déclare une maladie de Lyme qui lui déclenche une tétraplégie.

## Carrière
Aux Jeux paralympiques d'été de 2020, elle remporte l'or sur le lancer de massue F32 avec un jet à 28,74 m, établissant un nouveau record du monde de la discipline.

## Palmarès

### Jeux paralympiques
- médaille d'or du lancer de massue F32 aux Jeux paralympiques d'été de 2020 à Tokyo

### Championnats d'Europe
- médaille de bronze du lancer du poids F32 aux Championnats d'Europe 2021 à Bydgoszcz